# Mikhàilovka (Mordòvia)
Mikhàilovka - Михайловка (rus) - és un poble de la República de Mordòvia, a Rússia, segons el cens del 2010 tenia 19 habitants, pertany al municipi de Kozlovka (Mordòvia).